# Kāmeh-ye Bālā
Kāmeh-ye Bālā (persiska: کامۀ بالا) är en ort i Iran.   Den ligger i provinsen Khorasan, i den nordöstra delen av landet, 700 km öster om huvudstaden Teheran. Kāmeh-ye Bālā ligger 1 805 meter över havet och antalet invånare är 507.
Terrängen runt Kāmeh-ye Bālā är kuperad, och sluttar österut.Runt Kāmeh-ye Bālā är det ganska glesbefolkat, med 25 invånare per kvadratkilometer. Närmaste större samhälle är Bāyg, 17,1 km sydväst om Kāmeh-ye Bālā. Trakten runt Kāmeh-ye Bālā består i huvudsak av gräsmarker.